# Ксёма
Ксёма — река в России, протекает по Боровскому и Малоярославецкому районам Калужской области. Левый приток реки Лужи. Длина реки составляет 19 км, площадь водосборного бассейна — 103 км².

## География
Ксёма берёт начало у деревни Нероново. Течёт на юго-восток. Вдоль течения реки расположены деревни Рогозино, Дылдино, Шувалово, Ищеино и Зеленино. У деревни Дылдино на реке образованы пруды. Устье реки находится у деревни Афанасово, в 56 км от устья Лужи.

## Притоки
(км от устья)
- 0,8 км: Бобольская (пр)
- Шумка (пр)

## Данные водного реестра
По данным государственного водного реестра России относится к Окскому бассейновому округу, водохозяйственный участок реки — Протва от истока и до устья, речной подбассейн реки — Бассейны притоков Оки до впадения Мокши. Речной бассейн реки — Ока.
Код объекта в государственном водном реестре — 09010100612110000022219.